# Valentyna Lyashenko
Valentyna Lyashenko-Khomitska (née le 30 janvier 1981 en Ukraine) est une athlète géorgienne d'origine ukrainienne, spécialiste du saut en hauteur.

## Carrière
Le 27 juin 2015, elle porte son record personnel et national à 1,92 m à Berdytchiv. Son précédent record était de 1,91 m à Argentan en 2014.

## Palmarès
| Date | Compétition                    | Lieu           | Résultat | Marque |
| ---- | ------------------------------ | -------------- | -------- | ------ |
| 2015 | Championnats d'Europe en salle | Prague         | qual.    | 1,72 m |
| 2015 | Jeux européens                 | Bakou          | 2e       | 1,84 m |
| 2015 | Championnats du monde          | Pékin          | qual.    | 1,80 m |
| 2016 | Championnats d'Europe          | Amsterdam      | qual.    | 1,80 m |
| 2016 | Jeux olympiques                | Rio de Janeiro | qual.    | 1,80 m |